# Chiesa di San Rocco (Ravenna)
(Iscrizione sul fregio del frontone)
La chiesa di San Rocco è un luogo di culto cattolico della città di Ravenna, in Emilia-Romagna, sede dell'omonima parrocchia, una delle più popolose dell'arcidiocesi di Ravenna-Cervia.
La chiesa è situata nel borgo omonimo, non lontano da porta Sisi.
Annesse alla parrocchia si trovano luogo una mensa e spazi comuni e un piccolo cinema aperto a tutta la popolazione. La parrocchia svolge un ruolo di elevata importanza nel campo dell'accoglienza.

## Storia
L'attuale chiesa di San Rocco sorge nello stesso luogo di un edificio di culto più antico, risalente al 1583 e avente la stessa titolazione. In seguito al crescente incremento demografico del borgo e alle precarie condizioni statiche dell'edificio, nel 1828 si pose mano alla costruzione della chiesa attuale, affidandone la realizzazione all'architetto Ignazio Sarti. Il progetto originario si ispirava al Pantheon di Roma, prevedendo, quindi, un'aula circolare preceduta da un pronao; tuttavia, durante i lavori, la cupola crollò. Questo portò al sollevamento del Sarti dal suo incarico e alla sua sostituzione con l'ingegnere Luigi Bezzi, che rivide il progetto originario, mantenendo il pronao ma sostituendo l'aula circolare con l'attuale, rettangolare. La chiesa venne terminata nel 1846 e consacrata l'11 ottobre dello stesso anno.

## Descrizione

### Esterno

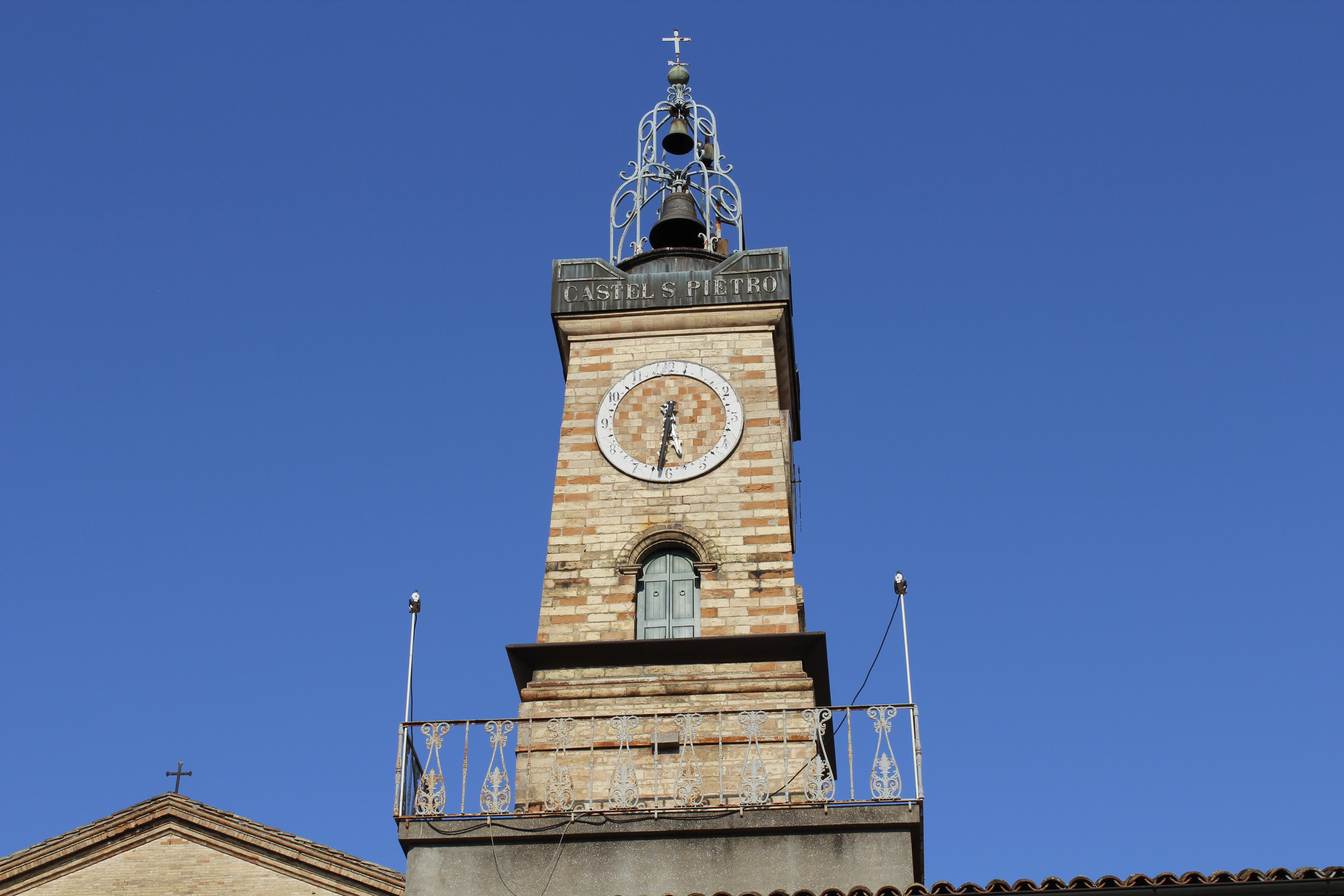
La torre dell'orologio

La chiesa di San Rocco sorge lungo via Castel San Pietro. Essa è preceduta da un sagrato quadrangolare chiuso ai lati da due edifici abitativi, dei quali quello di sinistra adibito a canonica. La costruzione di destra è sormontata da una torre campanaria con orologio, costruita da don Angelo Montanari, parroco dal 1838 al 1862.
Nella facciata neoclassica a mattoni gialli con timpano si apre il grande portale d'accesso, con cornice marmorea, inquadrato da quattro lesene, due per lato. Essa è preceduta da un pronao rettangolare sorretto da una doppia fila di colonne in mattoni sormontate da capitelli marmorei che richiamano, nelle forme, lo stile corinzio, pur essendo privi di qualsiasi ornamento. Al pronao, sopraelevato rispetto all'antistante piazzale, si accede mediante una scalinata di sette gradini, in sasso d'Istria. Sulla destra, s'erge, dal 1996 una statua bronzea di San Pio da Pietrelcina, opera dello scultore Tino Neri.
Alle spalle della chiesa, vi è il campanile a pianta quadrata, all'interno della cui cella campanaria è alloggiato un concerto di cinque campane in La, realizzato dalla fonderia Capanni di Castelnovo ne' Monti agli inizi degli anni novanta del XX secolo.
Negli ultimi anni hanno avuto luogo alcune attività di ammodernamento della struttura.

### Interno

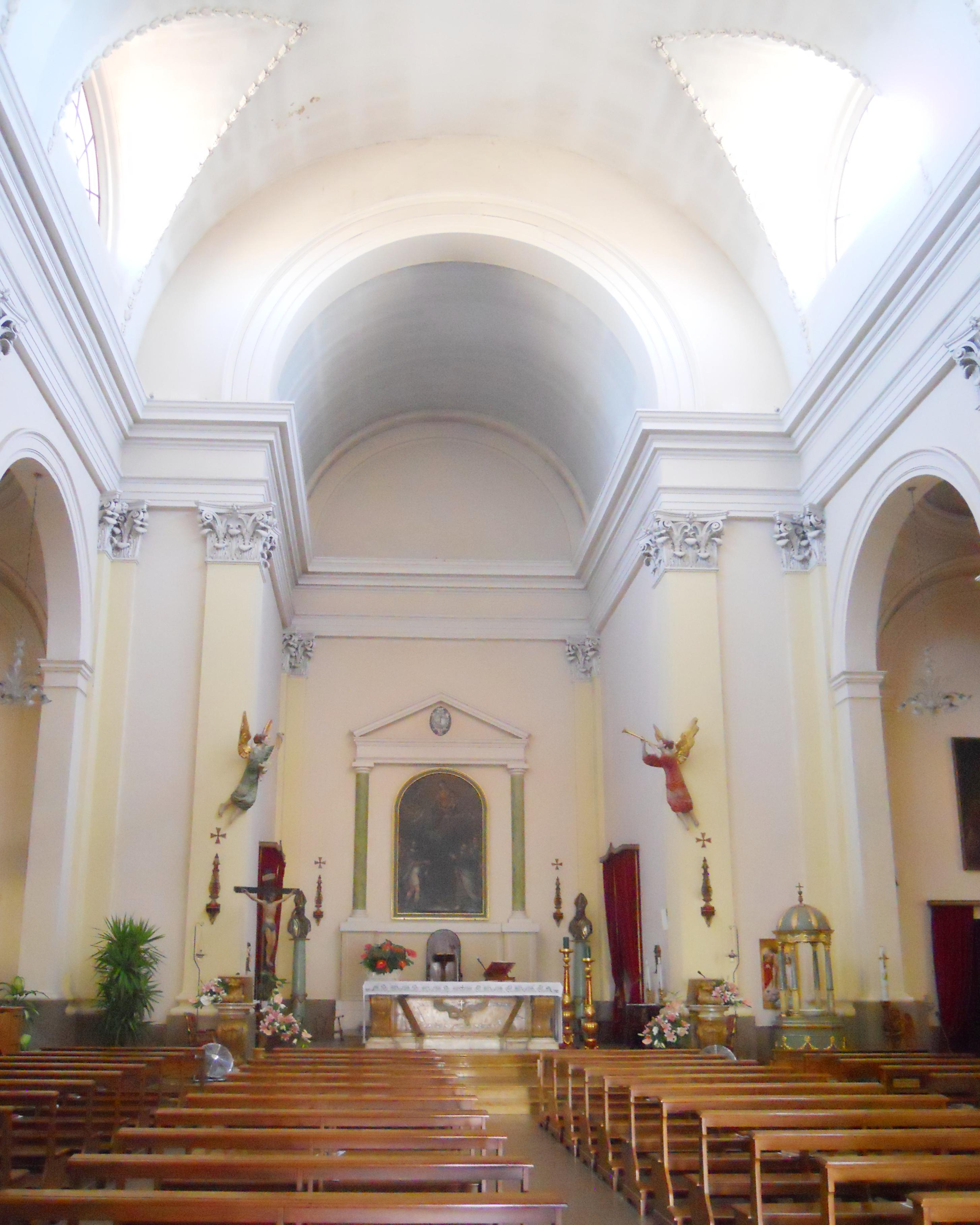
Interno

L'interno della chiesa è a tre navate. L'ampia navata centrale, con copertura a botte, è divisa dalle laterali da tre arcate a tutto sesto poggianti su pilastri con lesene sormontate da capitelli corinzi a foglie d'acanto. Sopra ogni arcata si apre una finestra a lunetta. Le navate laterali, invece, coperte da piccole cupole ribassate, prendono luce ciascuna da due finestre chiuse da vetrate artistiche, realizzate nel 1981-1982: esse raffigurano l'Annunciazione (prima vetrata di destra), la Natività di Gesù (seconda navata di destra), la Pentecoste (seconda vetrata di sinistra) e Sant'Apollinare (prima vetrata di sinistra). In controfacciata, sopra il portale d'ingresso, è la cantoria nella quale si trova l'organo a canne.
Nella seconda campata di ciascuna delle due navate laterali, si trova un altare marmoreo, con ancona seicentesca: quello di destra, dedicato alla Madonna ed adibito a custodia del Santissimo Sacramento, è sormontato dalla statua della Madonna della Pace; quello di sinistra, invece, dalla statua di San Rocco. Ai lati dell'altare di quest'ultimo, ciascuna poggiante su un piedistallo, vi sono le statue di Gesù Buon Pastore (a sinistra, del XVII secolo) e di San Gabriele dell'Addolorata.
In fondo alla navata di sinistra, si apre una cappella, a pianta rettangolare, il cui altare, in marmi policromi, proviene dalla chiesa scomparsa di Santa Maria delle Mura e accoglie un tabernacolo ligneo del XVIII secolo.
In fondo alla navata centrale si apre l'abside rettangolare, anch'essa con volta a botte, priva di finestre, nella quale si trova il presbiterio rialzato da tre gradini. Sulle lesene che sottostanno all'arco absidale si trovano due statue lignee, opera dello scultore altoatesino Enrico Moroder Doss, raffiguranti, rispettivamente, l'Angelo della Convocazione (a destra), vestito di rosso e nell'atto di suonare la chiarina per radunare i fedeli, e l'Angelo annunziante (a sinistra), vestito di verde e recante in mano un cartiglio, che annunzia ai fedeli radunati la presenza di Dio. Al centro del presbiterio è l'altare marmoreo che fino al 1921 si trovava nella basilica di San Francesco a Ravenna. Questo venne realizzato per volere di Giovan Giacomo Mazzolini, del convento di San Francesco, nel 1704. Sulla parete fondale, entro l'ancona, costituita da due semicolonne in finto marmo verde sormontate da un architrave sorreggente un timpano triangolare, si trova la tela cinquecentesca raffigurante la Madonna col Bambino e i santi Rocco, Sebastiano, Eulalia e Lucia, opera del pittore ravennate Gianbattista Ragazzini.

### Organo a canne
Sulla cantoria in controfacciata, si trova l'organo a canne, costruito dalla ditta organaria albignaseghese Michelotto nel 1984 riutilizzando parte del materiale fonico di un precedente strumento.
L'organo è a trasmissione integralmente elettrica, con consolle sotto l'arco più vicino al presbiterio fra navata centrale e navata laterale sinistra; essa ha due tastiere di 61 note ciascuna ed una pedaliera concavo-radiale di 32. La mostra del corpo fonico è composta da tre cuspidi, di cui la centrale più in avanti rispetto alle altre due, formate da canne di Flauto e principale 8' e Ottava 4' con bocche a mitria; la cuspide centrale è composta da 31 canne, mentre le laterali ne hanno 21 ciascuna.